# 1703 Barry
Az 1703 Barry (ideiglenes jelöléssel 1930 RB) a Naprendszer kisbolygóövében található aszteroida. Max Wolf fedezte fel 1930. szeptember 2-án, Heidelbergben.